# Massiccio del Termit

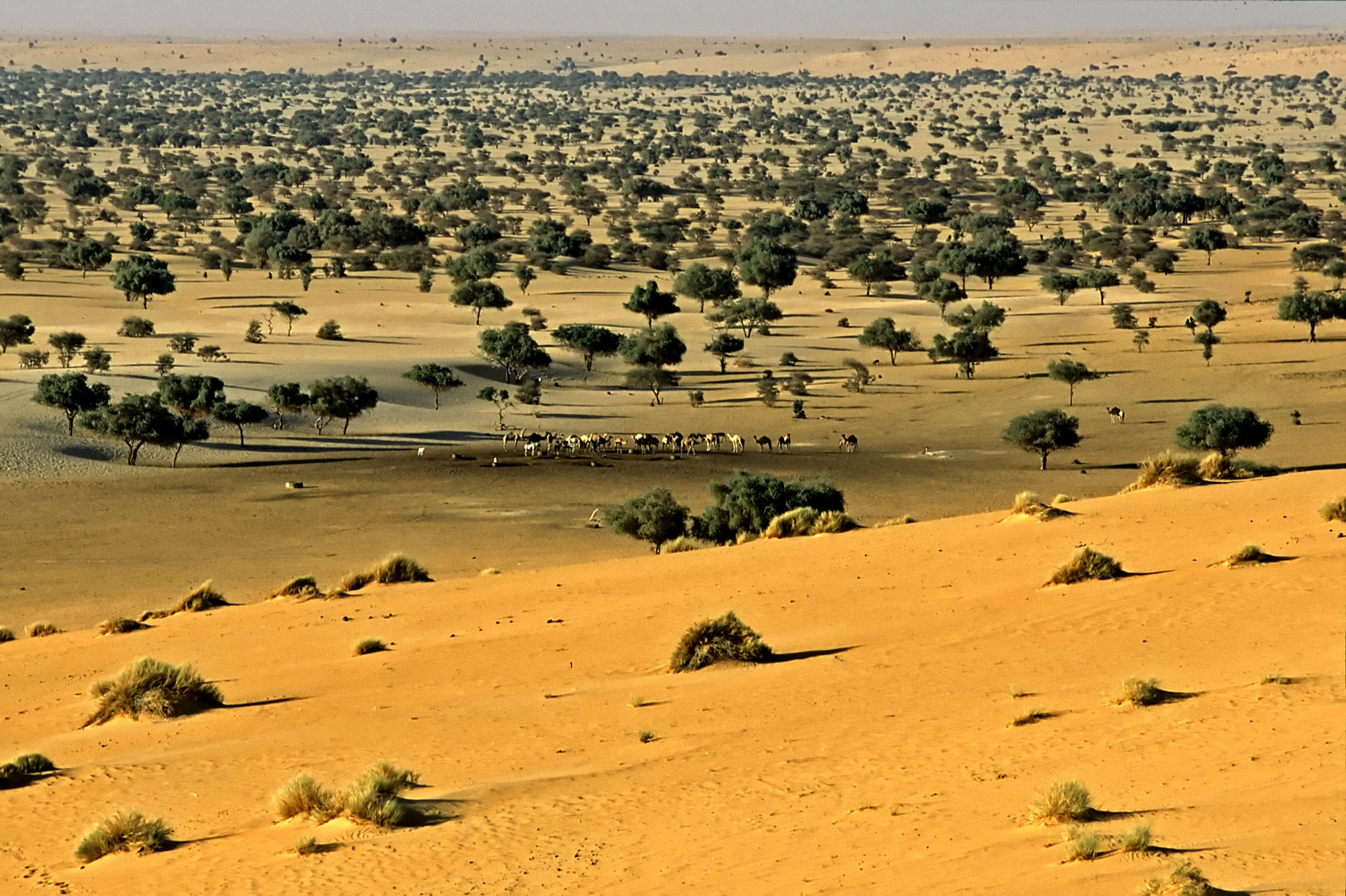
Parte del massiccio del Termit, 2001

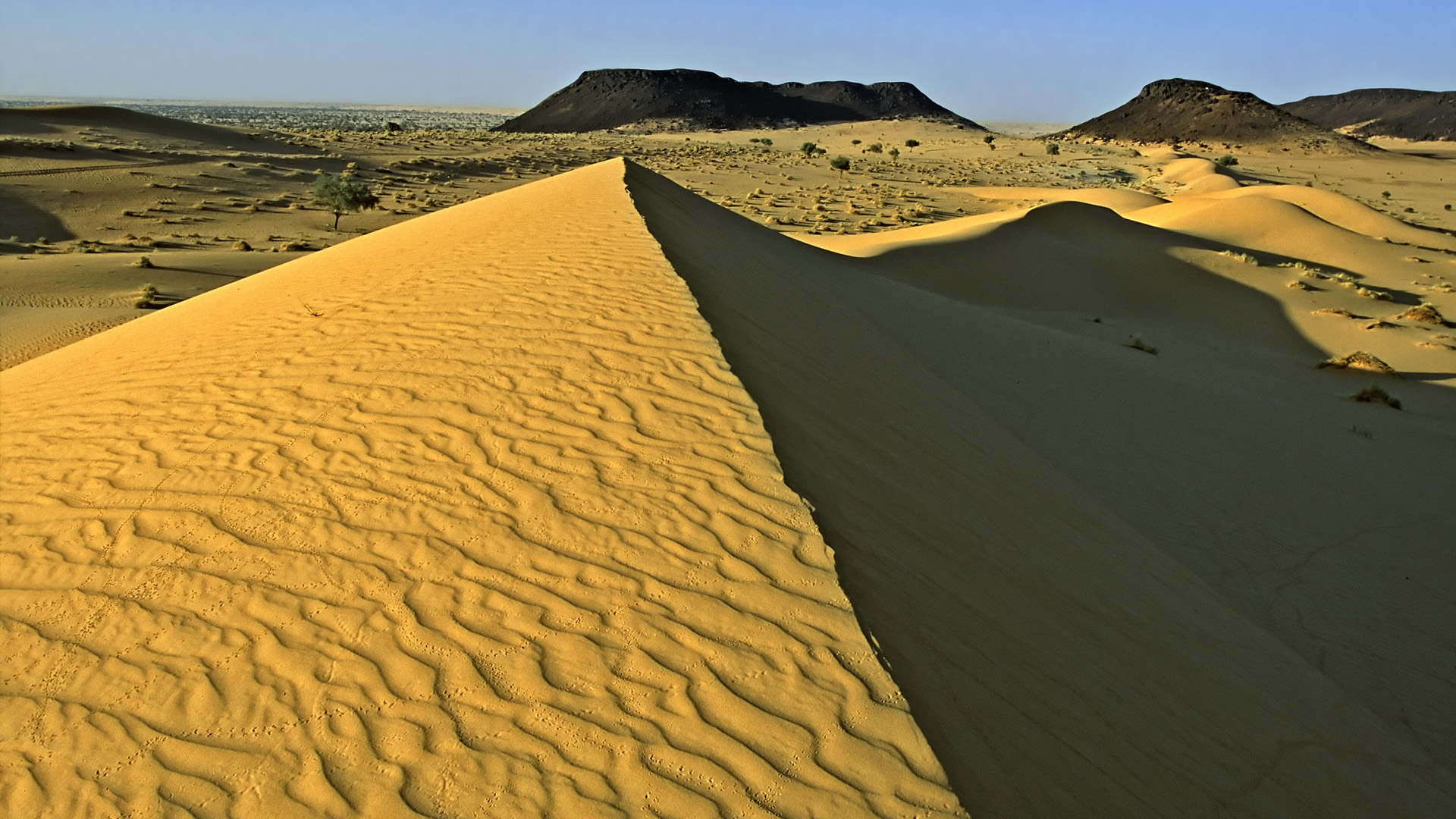
Parte del massiccio del Termit, 2001

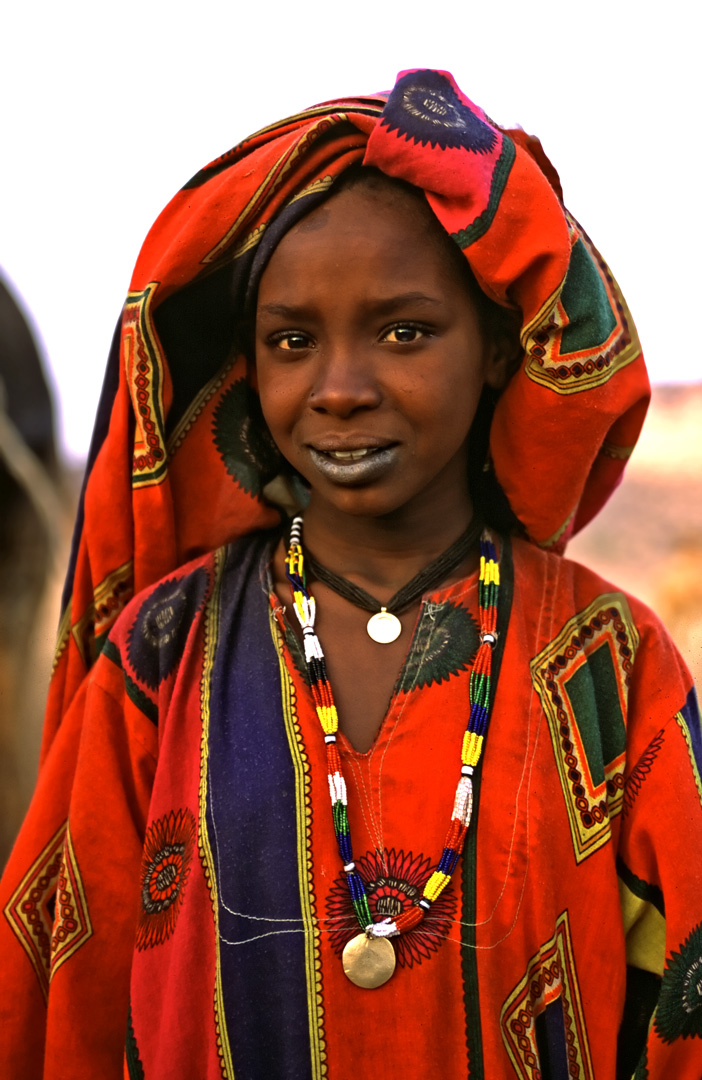
Una donna nel Termit

Il Massiccio del Termit (Montagne di Termit o semplicemente il Termit) è una regione montuosa nel sud-est del Niger. Appena a sud delle dune del deserto di Tenere e dell'Erg di Bilma, le zone settentrionali del Termit, chiamate Gossolom sono costituite da picchi vulcanici neri che sporgono dai mari di sabbia circostanti. Il Termit meridionale è una catena approssimativamente est-ovest di arenaria nera pesantemente erosa. I suoi contrafforti a sud-ovest sono le colline di Koutous .

## Insediamento umano
La piccola popolazione del Termit è per lo più nomade, con insediamenti Toubou a nord e ad est, e più arabi tuareg e arabi Diffa a ovest. Coprendo gran parte del nord delle regioni di Zinder e Diffa, ci sono pochi insediamenti permanenti o strade per tutte le condizioni atmosferiche nell'area. Le comunità all'interno della regione includono Termit Kaoboul nel centro sud e Kandil Bouzou nel sud-est. Gli insediamenti vicini includono Tasker, Abourak e Haltouma a sud-ovest; Béla Hardé a sud-est, e Koussa Arma, Oyou Bezezé Denga e Agadem sul margine orientale. Le comunità stabilite sulla frangia del sud-ovest sono in gran parte Hausa e al sud-est Kanuri. La grande città Kanuri di N'guigmi è a sud-est e le città Hausa di Goure e Zinder sono a sud-ovest.

## Protezione ecologica
Il Termit ospita la Riserva del massiccio del Termit, una riserva faunistica di 700.000 ettari istituita nel 1962 per proteggere le popolazioni di antilopi e addax in via di estinzione.
Nel 2006, il governo del Niger ha chiesto all'UNESCO di nominare l'area del massiccio del Termit come sito del patrimonio mondiale dell'UNESCO.